# Martinus Houttuyn
Maarten Willem Houttuyn, latiniserat till Martinus Houttuyn, född 1720 i Hoorn, död 2 maj 1798 i Amsterdam, var en holländsk läkare och naturalist.
Houttuyn studerade medicin i Leiden och flyttade till Amsterdam 1753, där han grundade ett bokförlag. Han publicerade flera naturhistoriska böcker och hans främsta intresseområden var ormbunkar, mossor och fanerogamer. År 1773 offentliggjorde han verket Natuurlijke Historie of uitvoerige Beschrÿving der Dieren, Planten en Mineraalen, volgens het Samenstel van der Heer Linnaeus i 37 band, där 14 band (8 600 sidor med 125 kopparstick) beskriver växter. Verket är till del en översättning och utvidgning av Carl von Linnés Systema naturae.

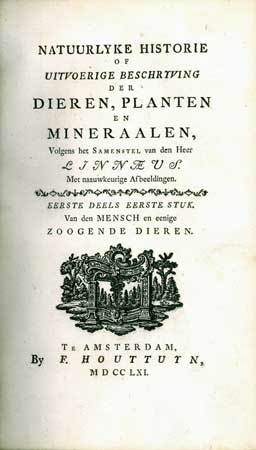
Titelbladet till Houttuyns Natuurlijke Historie.

Exempel på arter först beskrivna av Houttuyn är muskot (Myristica fragrans)  Houtt., 1774  och stillahavsmakrill (Scomber japonicus)  Houttuyn, 1782. Den svenske botanikern Carl Peter Thunberg hedrade Houttuyn genom att uppkalla släktnamnet för arten ödleblad (Houttuynia cordata)  Thunb.  efter honom. Auktorsnamnet Houtt. kan användas för Martinus Houttuyn i samband med ett vetenskapligt namn inom botaniken; se Wikipediaartiklar som länkar till auktorsnamnet.